# イノシトール-3-メチルトランスフェラーゼ
イノシトール-3-メチルトランスフェラーゼ(Inositol 3-methyltransferase、EC 2.1.1.39)は、以下の化学反応を触媒する酵素である。
S-アデノシル-L-メチオニン + ミオイノシトール {\displaystyle \rightleftharpoons } S-アデノシル-L-ホモシステイン + 1D-3-O-メチル-ミオイノシトール
従って、基質はS-アデノシルメチオニンとミオイノシトールの2つ、生成物はS-アデノシル-L-ホモシステインと1D-3-O-メチル-ミオイノシトールの2つである。
この酵素は、転移酵素、特にメチル基を転移するメチルトランスフェラーゼに分類される。系統名は、S-アデノシル-L-メチオニン:1D-ミオイノシトール　3-O-メチルトランスフェラーゼ(S-adenosyl-L-methionine:1D-myo-inositol 3-O-methyltransferase)である。この酵素は、イノシトールリン酸代謝に関与している。